# 글리세롤 탈수소효소
글리세롤 탈수소효소(영어: glycerol dehydrogenase) (EC 1.1.1.6)는 NAD+를 사용하여 글리세롤을 다이하이드록시아세톤으로 산화시키는 반응을 촉매하는 산화환원효소의 일종이다. NAD+-결합 글리세롤 탈수소효소(영어: NAD+-linked glycerol dehydrogenase), 글리세롤:NAD+ 2-산화환원효소(영어: glycerol: NAD+ 2-oxidoreductase), GDH, GlDH, GlyDH라고도 한다.

## 같이 보기
- 글리세롤 탈수소효소 (NADP+)
- 글리세롤 탈수소효소 (수용체)